# Any de sa Desgràcia
Es coneix com a l'Any de sa Desgràcia una ràtzia otomana a l'illa de Menorca de l'any 1558.

## Context europeu
L'atac turc a Menorca s'esdevé en una època de conflicte entre el rei Felip II de Castella i Enric II de França, enmig de les pretensions del papa Pau IV d'aconseguir el control del Regne de Nàpols. Així, es produeixen en l'àmbit continental la Batalla de Sant Quintí (1557), després de la invasió de Nàpols per part dels francesos, i la batalla de Gravelines (juliol de 1558), mentre que en l'àmbit del Mediterrani es preparava la conquesta de Còrsega per part de França, en mans hispanogenoveses, i atacs a Niça, en mans de la casa de Savoia, aliada de Felip II en la guerra contra França.
La historiografia ha volgut explicar l'atac a Menorca a causa d'errors estratègics de la corona espanyola i l'ajuda francesa. No obstant això, la documentació francesa desmenteix qualsevol interès d'Enric II de França en Menorca, i fins i tot es va queixar als turcs pel trencament del seu acord i per no haver fet res en profit seu, ja que el seu objectiu era Còrsega i les possessions de la casa de Savoia.

## Antecedents
En juny de 1558, juntament amb Turgut Reis, Pialí Baxà salpà en direcció a l'estret de Messina i els dos almiralls capturaren Reggio de Calàbria. Des d'allà, es dirigiren a les illes Eòlies i en van capturar diverses, abans de desembarcar a Amalfi, en el golf de Salern, i capturar Massa Lubrense, Cantone i Sorrento, on van agafar 3000 presoners. Posteriorment desembarcaren a Torre del Greco, en les costes de Toscana, i a Piombino. L'objectiu era reunir-se amb les tropes franceses a Ajaccio per completar la conquesta de Còrsega i atacar Vilafranca de Niça, però la flota turca els esquivà pel nord de Còrsega i es dirigí cap a Menorca, fet propiciat pels suborns rebuts de les forces hispanogenoveses per evitar l'atac a Còrsega.

## El setge
El matí del 30 de juny de 1558, l'armada otomana desembarcava entre 12.000 i 15.000 soldats mentre que els habitants de l'illa eren 10.000, 4.000 d'ells a la capital, Ciutadella, i el dia anterior els otomans havien estat rebutjats des del castell de Sant Felip de Maó.
Mentre Miguel Negrete va suggerir la rendició, el regent de la governació, Bartomeu Arguimbau, va avisar de l'arribada de les 140 naus a Mallorca i Barcelona, i va fer concentrar a la capital la població no combatent de l'illa seguint ordres de Joana d'Espanya per a casos d'emergència, i cridant reforços de les altres poblacions, de manera que defensaven la ciutat la companyia de Miguel Negrete de 40 soldats, 400 ciutadellencs, cent soldats del Mercadal, 110 soldats d'Alaior i set o vuit supervivents de l'atac a Maó.
La muralla medieval de Ciutadella, de parets altes i primes, no estava preparada per fer front a les bales dels 24 canons pesants disparades amb pólvora, i els defensors van haver d'usar els canons i un trabuquet i fer sortides per mirar d'inutilitzar l'artilleria enemiga, mentre rebutjaven tres atacs turcs, que bombardejaven la muralla mentre un turc comminava a la rendició en castellà.
La nit del vuitè dia de setge, després que s'incendiés el dipòsit de municions es va evacuar la ciutat, però la columna d'evacuació fou interceptada i els seus integrants morts o capturats, i l'endemà les tropes otomanes entraven a la ciutat.

## Conseqüències
La ciutat fou saquejada durant tres dies, després dels quals romangué totalment despoblada i totes les construccions van ser destruïdes, incloent-hi la catedral. L'atac va suposar la major catàstrofe demogràfica d'ençà de la Conquesta de Menorca de Pere el Gran 1287, amb la pèrdua d'uns 5.000 habitants dels quals entre 2.500 i 3.000 captius, la majoria venuts com a esclaus a Constantinoble, i els més rics retinguts en espera de rescat.
Cada 9 de juliol, Ciutadella recorda els fets amb la lectura de l'acta de Constantinoble al saló Gòtic de l'Ajuntament.
L'Obelisc de Ciutadella, situat a la Plaça del Born, es va erigir per commemorar els 300 anys de l'esdeveniment.